# Бобан Спасојевић
Бобан Спасојевић (Ваљево, 15. мај 1980) је српски ТВ водитељ и новинар. Каријеру на телевизији започео је на ТВ Пинк као новинар спољнополитичке редакције и презентер вести на енглеском. Од 2015. године постаје менаџер и директор компанија, попут: Golin, NOVA Communication и Color Press Group.

## Емисије
| Година     | Емисија         | Канал                     |
| ---------- | --------------- | ------------------------- |
| 2004—2006. | Без милости     | БК ТВ                     |
| 2004—2006. | Телефакт        | БК ТВ                     |
| 2006—2010. | Телемастер      | ТВ Кошава (данас Хепи ТВ) |
| 2010—2012. | Отворени студио | ТВ Авала                  |
| 2012—2013. | Вести Свет плус | ТВ КЦН 3                  |
| 2013—2015. | Вести Скај плус | Скај плус                 |
| 2014.      | Кажи упомоћ     | Скај плус                 |